# 加藤武久
加藤 武久（かとう たけひさ、1941年（昭和16年）12月8日 - ）は、秋田県出身の元競輪選手。

## 来歴
秋田県立六郷高等学校を経て法政大学に進学。同大学在学中の1964年（昭和39年）、東京オリンピック・チームタイムトライアル(TTT)に出場し19位。その後、日本競輪学校第22期生を経て競輪選手となった。1985年（昭和60年）5月20日選手登録削除。
引退して秋田県に帰郷後は美郷町飯詰駅前のタクシー会社の経営にたずさわった。